# M. Eudelin
M. Eudelin est un ancien constructeur automobile français.

## Production
L’entreprise basée à Paris a commencé à produire des automobiles en 1905. Le nom de la marque était Eudelin. L’usine était située au 32, rue des Renaudes.
Le premier modèle, le 12/16 CV, était équipé d’un moteur quatre cylindres intégré de chez Barriquand & Marre. Le véhicule a été produit de 1905 à 1907. Le moteur était monté à l’avant du véhicule et entraînait l’essieu arrière via un arbre à cardan. La boîte de vitesses est venue de chez Malicet & Blin. La calandre avait une forme ronde. 
Le second modèle, le 25/30 CV, a été produit de 1907 à 1908. Le véhicule était équipé d’un moteur à pistons opposés.
Le troisième modèle de la 8 CV n’a été produit que la dernière année de production en 1908. Le moteur à pistons opposés avait un alésage de 90 mm chacun. La course variable par piston pouvait être modifiée entre 88 mm et 147 mm. Le volume pouvait prendre des valeurs de 1120 cm³ à 1870 cm³ de cylindrée. Un quatrième modèle, le 35/40 CV, est produit vers 1907.
La production a été arrêtée en 1908.

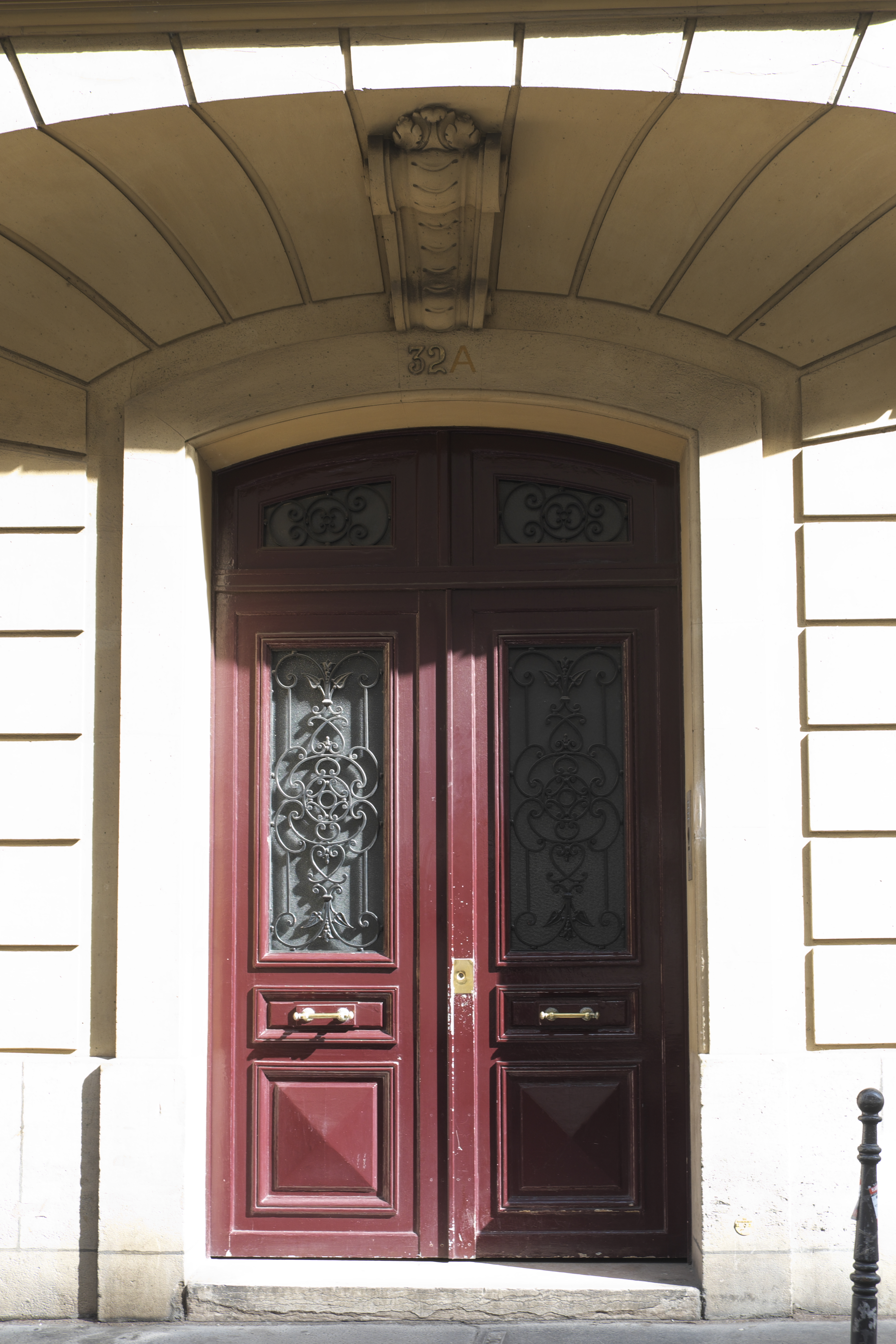
Rue des Renaudes 32
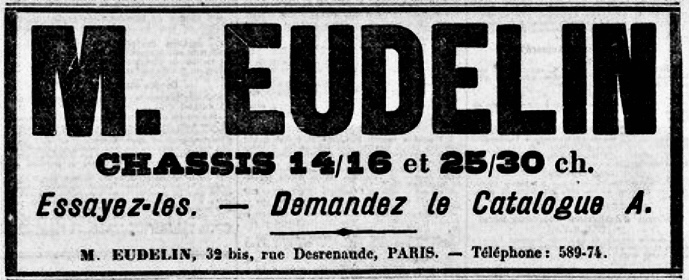
Eudelin Landaulet
- Eudelin (1907) [4]
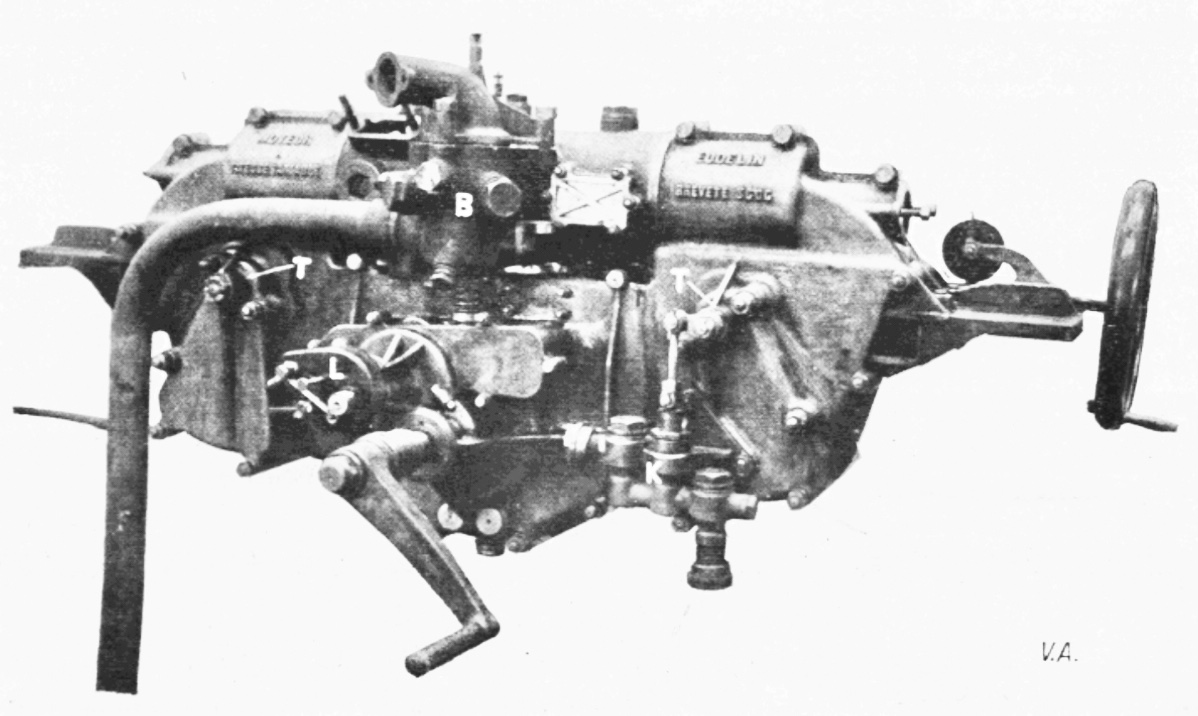
Eudelin Moteur (1908)
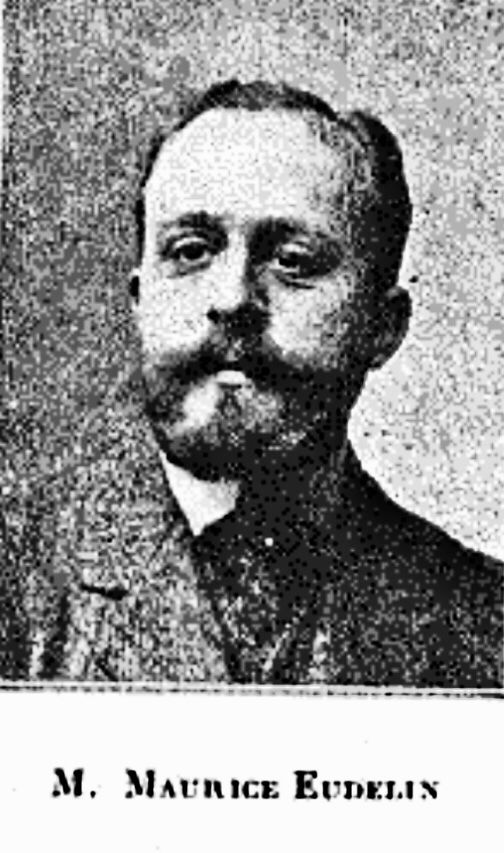
Maurice Eudelin
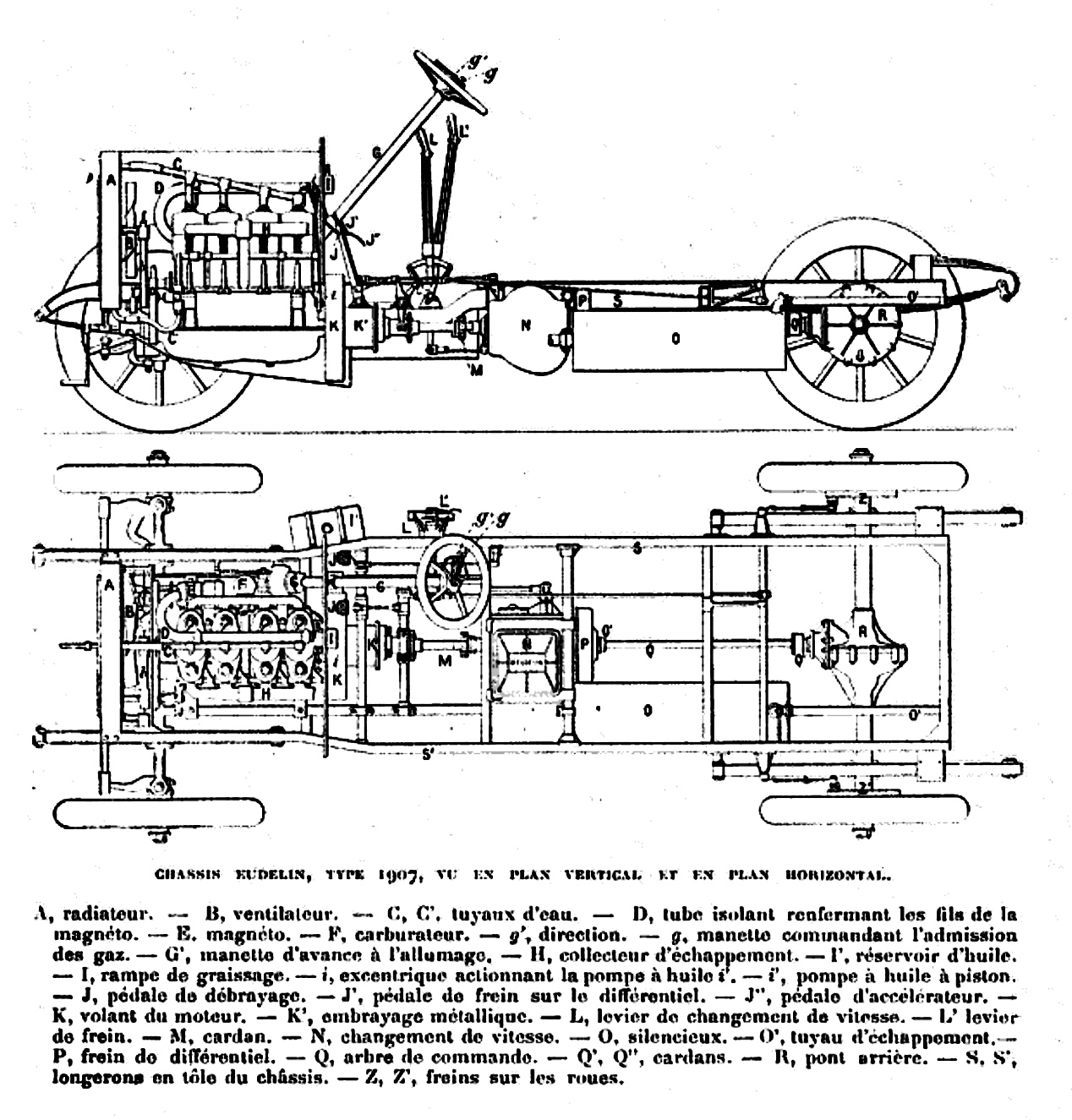
Eudelin Chassis (1907)